# فريمان تيلدن

فريمان تيلدن (بالإنجليزية: Freeman Tilden) (22 أغسطس 1883 – 13 مايو 1980)، واحد من أول من صاغوا قواعد ونظريات تفسير التراث في كتابه الصادر عام 1957، بعنوان  تفسير تراثنا. وكان عمله في إدارة المتنزهات الوطنية الأمريكية مصدر إلهام أجيال من المفسرين من مختلف دول العالم وظل علامة حاسمة على الانضباط. ووفقًا لأحد المتخصصين في التفسير الموضوعي، وهو سام إتش هام، أصبحت عبارة تلدن المذكورة في الصفحة رقم 38 من كتابه تفسير تراثنا (والتي تم اقتباسها من الدليل الإداري لهيئة الحدائق الوطنية) إحدى أكثر العبارات اقتباسًا في أدب التفسير في العالم:
"عبر التفسير، يتولد الفهم، وعبر الفهم يتولد التقدير وعبر التقدير تنشأ الحماية."